# Oleniok
Pour les articles homonymes, voir Oleniok (homonymie).
L'Oleniok (ou Oléniok ; en russe : Оленёк, en iakoute : Өлөөн) est un fleuve long de 2 292 km situé dans le nord-est de la Sibérie en Russie asiatique. Il coule sur le territoire du kraï de Krasnoïarsk et de la République de Sakha (Yakoutie).

## Géographie
Le fleuve prend sa source dans le massif de Sibérie centrale à environ 200 km au nord de la localité d'Ekonda. Quelques kilomètres plus loin, il entre dans la région de Yakoutie : son cours suit d'abord une direction est puis nord-est à travers les montagnes de Sibérie. Dans son cours inférieur il pénètre dans la plaine de Sibérie du Nord. Il se déverse dans la mer des Laptev (océan Arctique) à environ 220 km à l'ouest de l'embouchure du bras principal de la Léna. Son delta de 475 km2 se situe près de la localité de Bouolkalach.
L'Oleniok roule annuellement 38 milliards de mètres cubes d'eau soit 1 210 mètres cubes par seconde,.
L'Oleniok est un fleuve poissonneux, navigable à partir de Souchana sur 965 km. Les villes d'Oleniok, Souchana, Taimilyr, Sklad, Oust-Oleniok et Bouolkalach sont situées sur son cours.

## Hydrologie
L'Oleniok possède un régime nival de plaine très peu pondéré. Le débit mensuel du fleuve varie entre 7 160 m3/s en juin au moment de la fonte des neiges et 1,6 m3/s en avril au plus fort de l'étiage à 196 km de son embouchure et son module y est de 999 m3/s.